# Гопурам

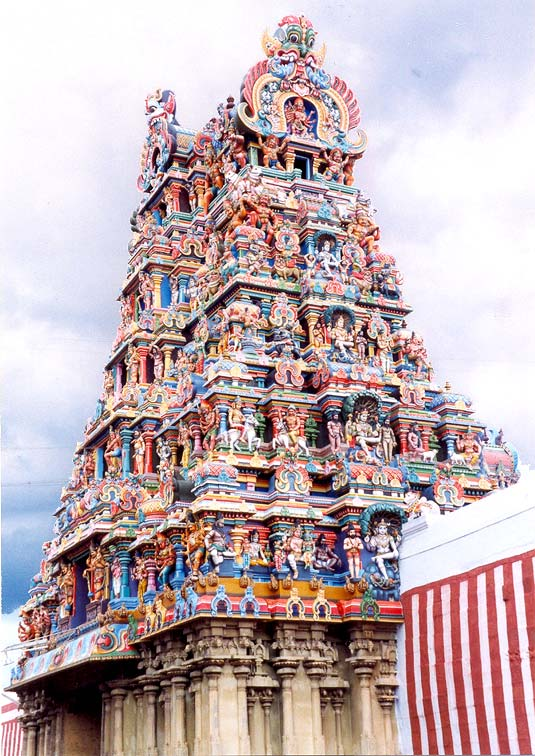
Гопура храма в Мадурае.

Го́пурам (или го́пура, санскр. गोपुरम्, IAST: gopuram) — надвратная башня в храмовой ограде индуистских храмов, отличительная черта индийской средневековой архитектуры, особенно характерная для Южной Индии. Служит в качестве входа в храмовый комплекс. Гопура имеет то же функциональное значение, что и гопурам — монументальное сооружение над проходом через ограду храма. Слово «гопура» используется в описании сооружений (храмовых комплексов) на территории Юго-Восточной Азии.

## История
Традиция строительства гопурамов берёт начало в державе Паллавов, а в XII веке в государстве Пандья он становится доминантной чертой внешнего вида храма, нередко затмевая внутреннее святилище, которое скрывалось из виду колоссальными размерами гопурама. Он также превосходил внутреннюю часть святилища по богатству орнамента. Многие храмы имели больше одного гопурама.
В. И. Жуковский и Н. П. Копцева полагают, что «храм Ганеши послужил прототипом надвратных башен-гопурам, что позднее (в VIII—XVII вв.) станут оформлять входы в южноиндийские храмы и храмовые комплексы»

## Архитектура
Основание гопурама обычно представляет собой прямоугольник. Внизу находятся богато украшенные входные двери. Сверху располагается коническое навершие, состоящее из нескольких уровней, уменьшающихся по мере сужения гопурама. Обычно башню венчает крыша с цилиндрическим сводом.
Гопурамы изысканно украшены скульптурой, резьбой и росписью на темы из индуистской мифологии, в особенности связанными с божеством, которому посвящён храм, в котором расположен гопурам.

## Примеры
Самый высокий гопурам расположен в индуистском храме бога  Шивы в Мурдешваре. Он достигает 75 метров.

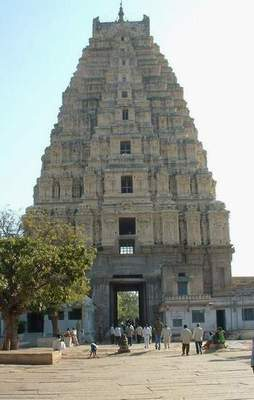
Гопурам в храме Вирупакша в Хампи
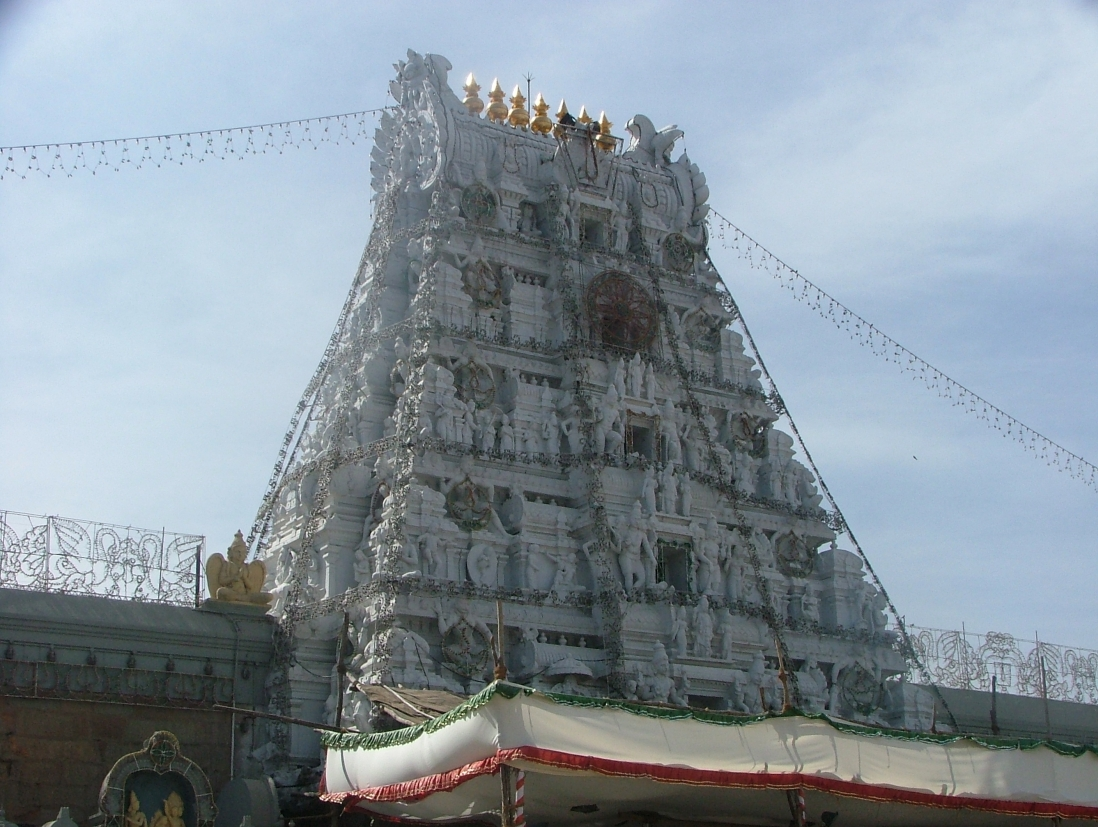
2-й гопурам в храме Тирумалы Венкатешвары
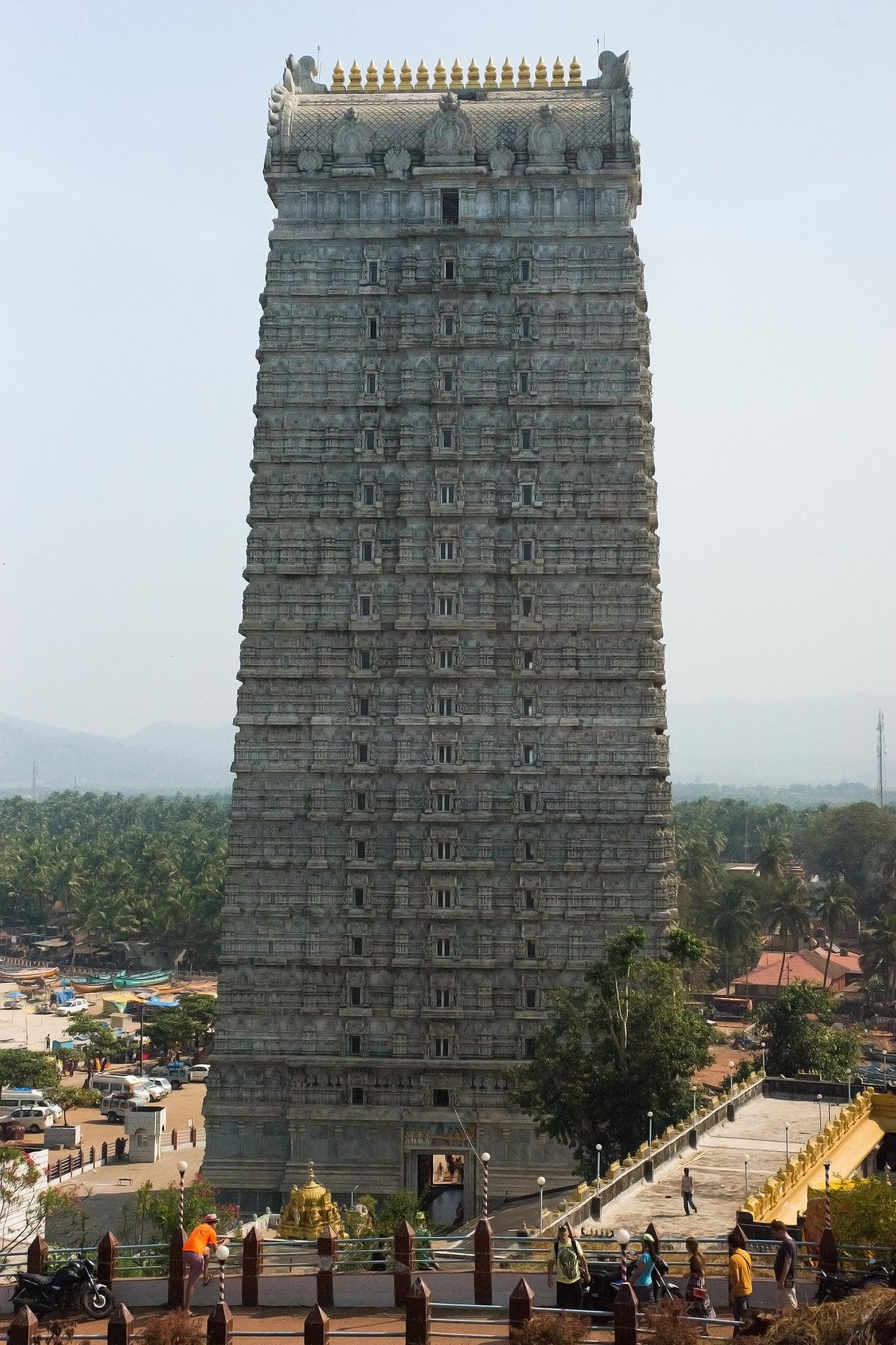
Гопурам в Мурдешваре
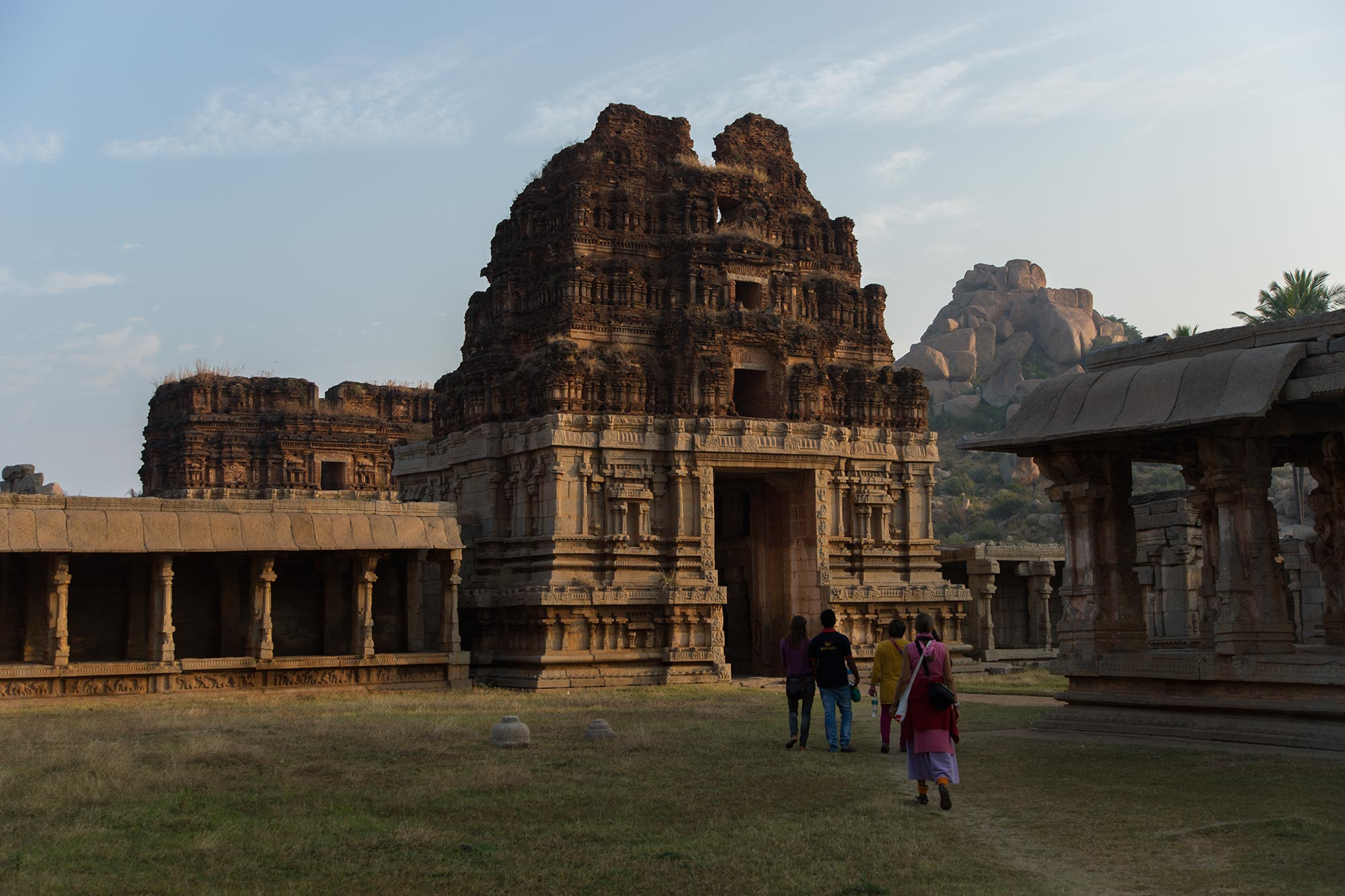
Гопурам храма Ачутарайя, Хампи, 16 век.
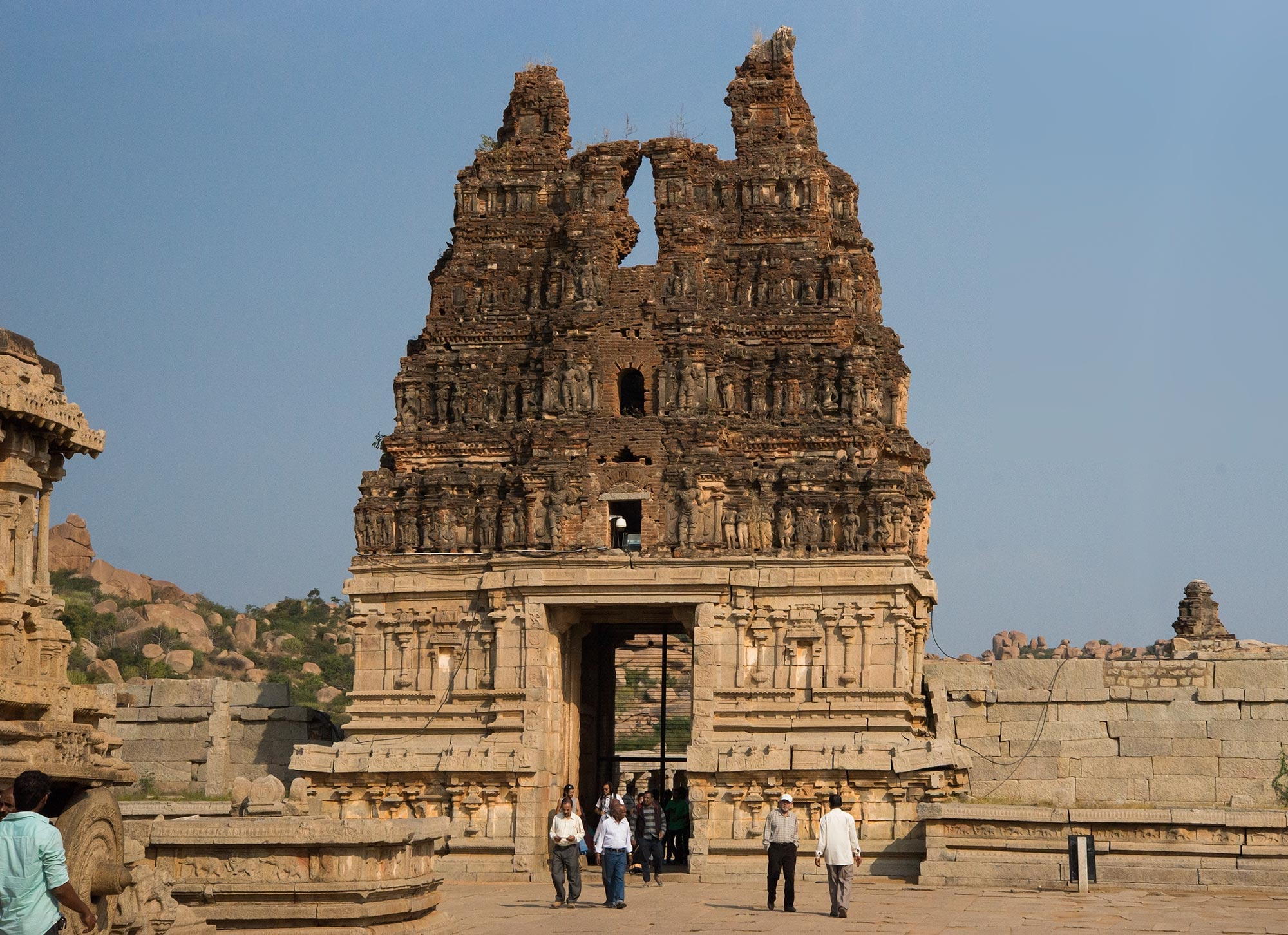
Гопурам храма Витала, Хампи
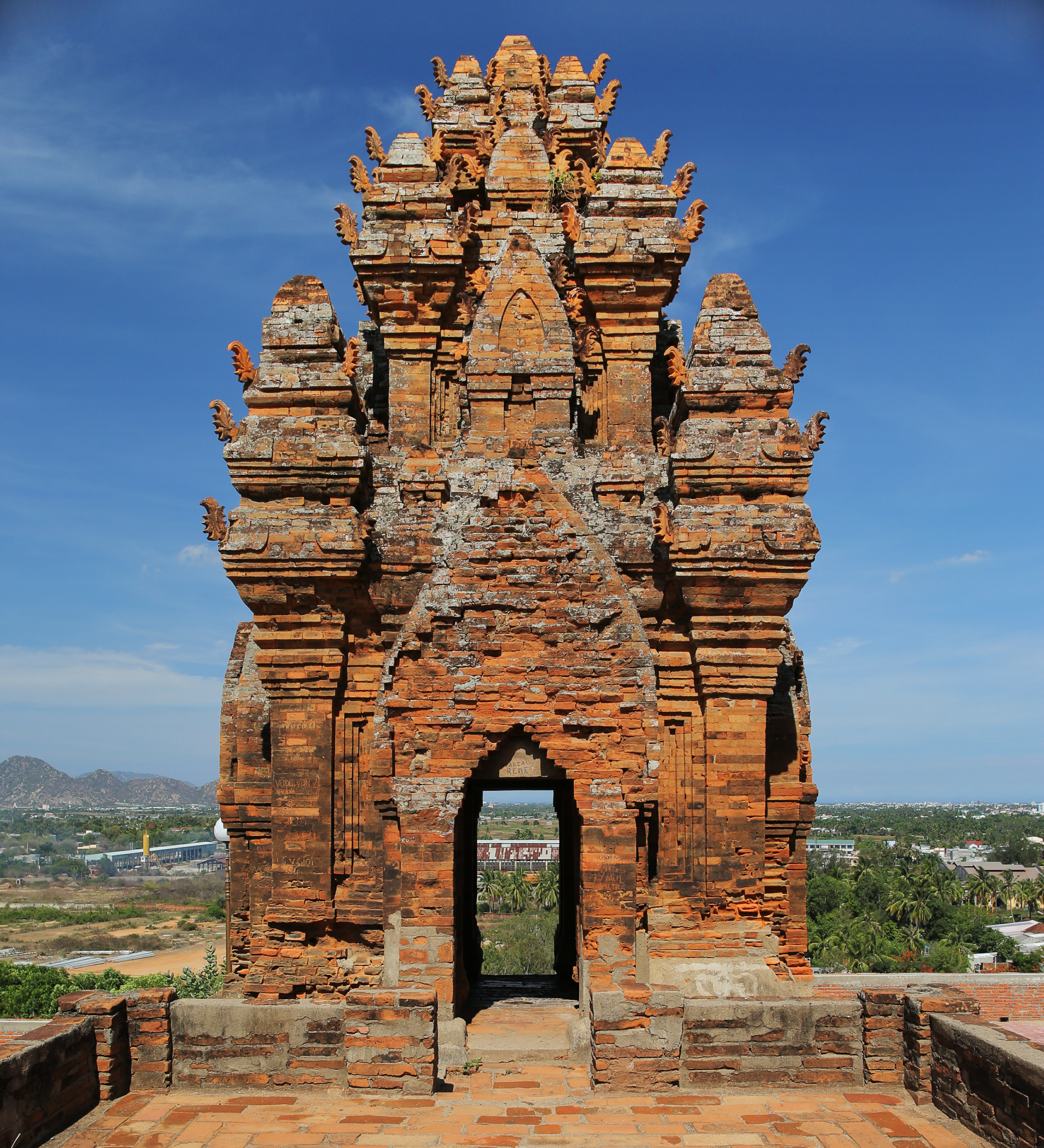
Гопурам тямского храма Поклонггарай, Вьетнам